# 1885.
◄ | 18. stoljeće | 19. stoljeće | 20. stoljeće | ►
◄ | 1850-ih | 1860-ih | 1870-ih | 1880-ih | 1890-ih | 1900-ih | 1910-ih | ►
◄◄ | ◄ | 1882. | 1883. | 1884. | 1885. | 1886. | 1887. | 1888. | ► | ►►
Arhitektura • Astronomija • Biologija • Film • Fotografija • Glazba • Kazalište • Kemija • Kiparstvo • Knjige • Književnost • Kršćanstvo • Meteorologija • Medicina • Planinarstvo • Politika • Pravo • Promet • Slikarstvo • Šport • Znanost • Željeznički promet

## Događaji
- 5. listopada – Saborski vritnjak: pravaški zastupnik Josip Gržanić udario bana Khuenu Héderváryju nogom u stražnjicu, revoltiran nezakonitim odvozom Komornih spisa iz zagrebačkog Hrvatskog arhiva u Budimpeštu.
- Na Berlinskoj konferenciji dogovorena je predaja Konga belgijskom kralju Leopoldu II., kao osobni posjed pod imenom Slobodna Država Kongo.

## Rođenja
- 8. veljače – Ivan Kozarac, hrvatski književnik († 1910.)
- 9. veljače – Alban Berg, austrijski skladatelj († 1935.)
- 10. ožujka – Tamara Karsavina, ruska balerina († 1978.)
- 18. ožujka – Josip Berković, hrvatski liječnik, političar i diplomat († 19??.)
- 22. ožujka – Josip Račić, hrvatski slikar († 1908.)
- 2. svibnja – Hedda Hopper, američka glumica i novinarka († 1966.)
- 10. svibnja – Marko Alaupović, vrhbosanski nadbiskup
- 14. svibnja – Krizina Bojanc, slovenska katolička redovnica, mučenica i blaženica († 1941.)
- 22. svibnja – Arthur Conan Doyle, engleski književnik († 1930.)
- 6. lipnja – Karlo Ćulum, hrvatski franjevački svećenik († 1943.)
- 8. srpnja – Ernst Bloch, njemački filozof († 1977.)
- 14. srpnja – Sisavang Vong, laoški kralj († 1959.)
- 28. srpnja – Branko Gavella, hrvatski redatelj, teatrolog i kazališni pedagog († 1962.)
- 10. rujna – Dora Pejačević, hrvatska skladateljica († 1923.)
- 7. listopada – Niels Bohr, danski fizičar († 1962.)
- 16. listopada – Joseph Kentenich, njemački katolički svećenik († 1968.)
- 27. listopada – Franjo Čutura, hrvatski književnik († 1959.)
- 9. studenoga – Hermann Weyl, njemački matematičar († 1955.)
- 14. studenoga – Sonia Delaunay, ukrajinsko-francuska umjetnica († 1979.)
- 2. prosinca – George Richards Minot, američki liječnik, nobelovac († 1950.)
- 14. prosinca – Miroslav Kraljević, hrvatski slikar († 1913.)
- 25. prosinca – Svetozar Pisarević, operni pjevač († 1929.)
- 25. prosinca – Albert Betz, njemački inženjer († 1968.)
- datum nepoznat – Petar Mišković, hrvatski izumitelj († 1950.)

## Smrti
- 22. svibnja – Victor Hugo, francuski književnik (* 1802.)
- 23. srpnja – Ulysses S. Grant, američki vojskovođa, političar i predsjednik SAD-a (* 1822.)
- 7. kolovoza – Dragutin Accurti, hrvatski političar i publicist (* 1829.)
- 25. studenog – Mate Bastian, hrvatski književnik i političar (* 1828.)

## Vanjske poveznice
|  | Zajednički poslužitelj ima još gradiva o temi 1885. |